# Plebejus vulgaris
Plebejus vulgaris är en fjärilsart som beskrevs av Meyer-dür 1852. Plebejus vulgaris ingår i släktet Plebejus och familjen juvelvingar. Inga underarter finns listade i Catalogue of Life.